# 恩佩多克莱港
恩佩多克莱港（義大利語：Porto Empedocle）是意大利阿格里真托省的一个市镇。总面积23.99平方公里，人口17222人，人口密度717.9人/平方公里（2009年）。ISTAT代码为084028。